# Temple Miaoying
Le temple Miaoying (chinois : 妙应寺 ; pinyin : miàoyìng sì ; litt. « temple de la réponse merveilleuse ») est un temple du bouddhisme tibétain situé dans le district de Xicheng à Pékin, capitale de la république populaire de Chine, également connu sous le nom de temple du Stupa blanc.
Les premiers temples créés sur ce lieu l'ont été sous les dynasties Liao et Yuan. Le stüpa blanc du temple (un chörten), construite par l'architecte Newar Araniko, date de la dynastie Yuan, et les autres bâtiments actuels datent de la dynastie Ming. C'est sous les Ming qu'il prit son nom de Temple Miaoyin.

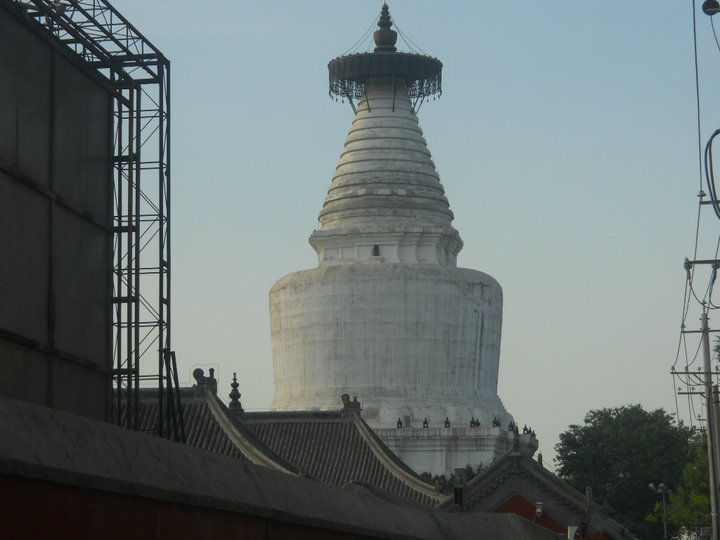
Stupa du temple
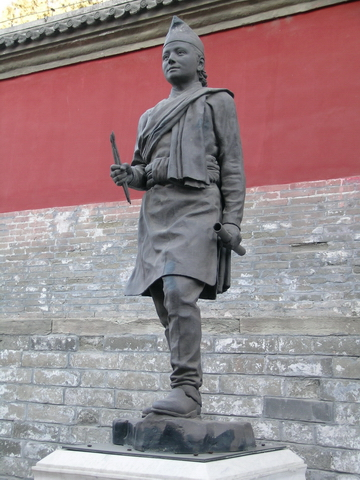
Statue d'Araniko
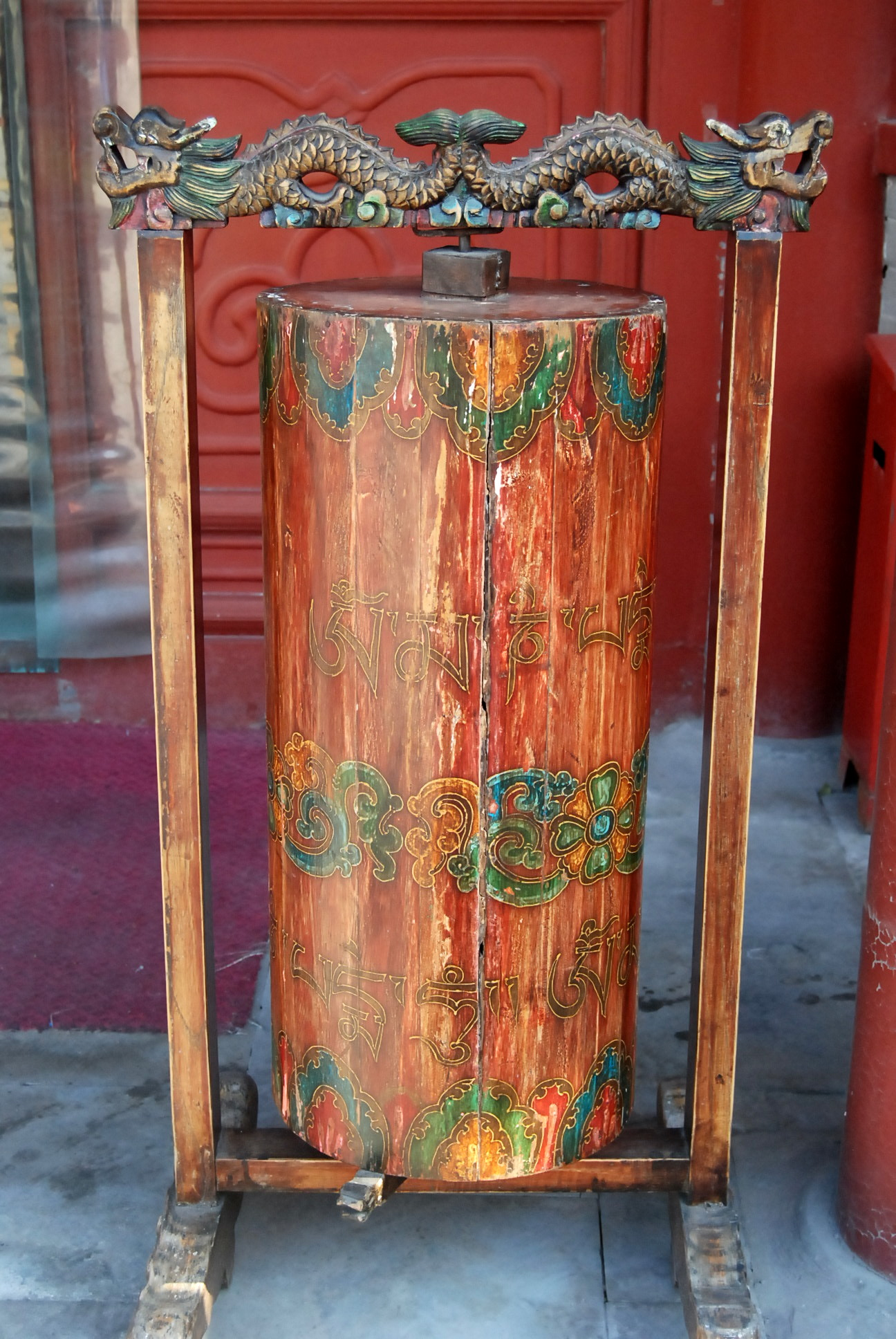
Moulin à prière
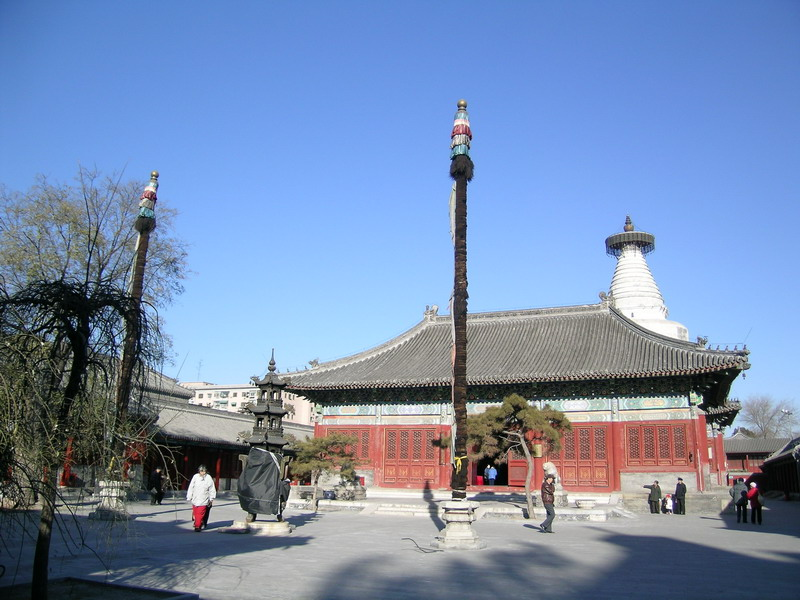
Hall principal
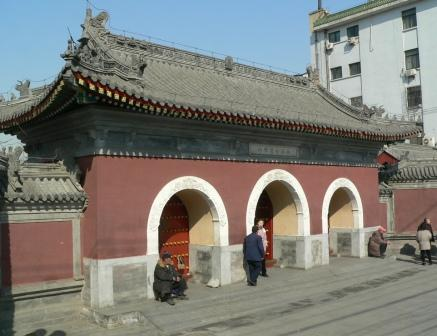
Entrée du temple